# Osmylus gussakovskii
Osmylus gussakovskii är en insektsart som beskrevs av Igor Kozhanchikov 1951. Osmylus gussakovskii ingår i släktet Osmylus och familjen vattenrovsländor. Inga underarter finns listade i Catalogue of Life.